# Puto laticribellum
Puto laticribellum är en insektsart som beskrevs av Mckenzie 1961. Puto laticribellum ingår i släktet Puto och familjen ullsköldlöss. Inga underarter finns listade i Catalogue of Life.